# Sigurd Ring
Sigurd Ring Randversson o Sigurd Hring (nórdico antiguo: Sigurðr hringr; Hringr significa 'anillo') (n. 705) fue un caudillo vikingo, rey de Suecia y Dinamarca que se menciona en diversas fuentes y leyendas escandinavas. Según Bósa saga ok Herrauðs, existió una saga nórdica sobre Sigurd Hring, pero no ha sobrevivido hasta nuestros días. Tuvo un protagonismo notable en la batalla de Brávellir contra su tío Harald Hilditonn y por ser el padre del legendario Ragnar Lodbrok.

## Saga Hervarar
La saga Hervarar menciona que a la muerte de Valdar, le sucedió su hijo Randver en el trono de Dinamarca, mientras que Harald Wartooth se convirtió en rey de Götaland o Gotland. Harald conquistó todo el territorio de su padre Ivar Vidfamne. Tras la muerte de Randver, su hijo Sigurd Hring se convirtió en rey de los daneses, probablemente sometido a la autoridad Harald. Sigurd Ring y Harald lucharon en la batalla de Brávellir, en Östergötland, donde murió Harald y muchos de sus hombres. Sigurd gobernó Dinamarca hasta su muerte y le sucedió Ragnar Lodbrok. Eysteinn Beli, hijo de Harald Hilditonn, gobernó Suecia hasta que fue asesinado por los hijos de Ragnar.

## Sögubrot af nokkrum fornkonungum
En Sögubrot af nokkrum fornkonungum, Sigurd es sobrino (por parte de padre) del rey Harald Wartooth, presuntamente hijo de Randver (la sección de Sögubrot donde aparecía el parentesco no ha sobrevivido), que a su vez era hijo de Ráðbarðr, rey vikingo de Garðaríki y Auðr, la hija fugitiva de Ivar Vidfamne. Harald Wartooth envejecía y propuso a su sobrino Sigurd, rey de Suecia, luchar en una batalla (Bråvalla o Brávellir), donde el anciano rey murió y Sigurd se convirtió también en rey de Dinamarca. Luego nombró a una guerrera skjaldmö como cabeza de su gobierno danés. 
Sigurd casó con Alfhild, hija del rey Alfgeir de Alvheim y tuvieron un hijo, Ragnar Lodbrok.
Sigurd también envejeció y partes de su reino comenzaron a mostrar atisbos de secesión, a causa de ello perdió el poder sobre Inglaterra. Un día, estando en Västergötland, recibió la visita de sus cuñados, hijos de Gandalf Alfgeirsson, y le persuadieron de atacar al rey Eysteinn de Eysteinn, en Noruega cuando se celebraban grandes blóts en Skiringssal. Desgraciadamente, Sögubrot (que significa "fragmento") finaliza aquí, pero parece que la saga Skjöldunga muestra la historia original que originó el relato de Sögubrot (ver abajo).

## Saga Skjöldunga
La saga Skjöldunga cita que Sigurd Ring casó con Alfhild, hija del rey Alf de Alvheim, y que su hijo fue Ragnar Lodbrok. Alfhild murió y cuando Sigurd, ya anciano, se dirigía a Skiringssal para tomar parte en blóts se prendó de una muchacha muy hermosa llamada Alfsol, hija del rey Alf de Vendel (Vendyssel). Los hermanos de la muchacha rechazaron cualquier compromiso de matrimonio con Sigurd y este luchó contra ellos y los mató, pero la hermana había sido envenenada por sus hermanos para que Sigurd nunca la poseyera. Al traer su cadáver ante Sigurd, el rey la colocó a bordo de una nave junto a sus hermanos, y partió envuelto en llamas.  
Ragnar Lodbrok sucedió a su padre. pero puso a un virrey en el trono de Suecia, Eysteinn Beli, que más tarde fue asesinado por los hijos de Ragnar.

## Gesta Danorum
Según  Gesta Danorum (libro 7) de Saxo Grammaticus, Hring era hijo del rey sueco Ingjald (Ingild) y sobrino por parte de madre de Harald Wartooth. Ingjald había forzado a la hermana de Harald, pero Harald ignoró el hecho a fin de preservar las buenas relaciones con el monarca sueco. Ring luchó contra Harald Wartooth en la batalla de Brávellir y se convirtió en rey de Dinamarca. Saxo describe a varios virreyes y sus aventuras. En el libro 9, menciona a Sigurd Hring como Siward, apodado Hring, padre de Ragnar Lodbrok.

## Otras fuentes
Según Hversu Noregr byggdist, Sigurd era hijo de Randver, hermano de Harald Wartooth. Randver y Harald eran ambos hijos de Hrærekr slöngvanbaugi.
En Heimskringla, el capítulo sobre Saga de Harald de los cabellos hermosos, el rey Harald supo que el rey sueco Erik Anundsson había ampliado su territorio hacia el oeste, hasta conseguir la misma extensión que tuvo durante el reinado de Sigurd Ring y su hijo Ragnar Lodbrok. Incluido Romerike, Vestfold, y extensiones de Grenmar (Telemark) y Vingulmark.
En la saga de Ragnar Lodbrok, se cita que Sigurd Ring y Harald Wartooth lucharon en Brávellir y que Harald cayó. Tras la batalla Sigurd fue rey de Dinamarca, y también fue padre de Ragnar Lodbrok.
Ragnarssona þáttr solo cita que Sigurd fue rey de Suecia y Dinamarca, y padre de Ragnar Lodbrok. 
En Bósa saga ok Herrauðs, solo menciona a Sigurd, padre de Ragnar Lodbrok, luchó contra Harald en la batalla de Brávellir y que Harald murió. Menciona la existencia de una saga de Sigurd Ring, pero que no ha sobrevivido hasta hoy.
Según Chronicon Lethrense, Harald Wartooth tenía sometidos todos los países hasta el Mediterráneo que le pagaban tributo. No obstante, cuando fue a Suecia se le enfrentó Sigurd Ring en Brávellir y Harald perdió la vida. Sigurd nominó virrey de Dinamarca a una skjaldmö.
Gríms saga loðinkinna y la versión más temprana de la saga de Örvar-Oddr solo hace mención de Sigurd en unas breves líneas cuando se relata la batalla de Brávellir con Harald Wartooth.
Norna-Gests þáttr, cita que Sigurd ya era anciano cuando sus cuñados, hijos de Gandalf, le solicitan ayuda para luchar contra Sigurd Fafnisbani y los Gjukungs. Sigurd Ring no pudo ayudarles en persona porque estaba ocupado luchando contra curonios y kvenos.